# Ela Pamfilova
Ela Pamfilova je ruska političarka, bivša zamenica Državne dume, kandidatkinja za predsednika 2000. godine i bivša predsedavajuća (2004 - 2010) Institucije civilnog društva i Saveta za ljudska prava Ruske Federacije. Dana 18. marta 2014. postala je komesar Rusije za ljudska prava, nasledivši Vladimira Lukina. Marta 2016. godine postala je predsedavajuća Centralne izborne komisije Rusije.

## Biografija
Pamfilova je započela karijeru na centralnim remontnim i inženjerskim radovima u Moskvi kao inženjer. Takođe je bila prva žena na čelu državne kompanije za hranu za kućne ljubimce „Belka“ koju je nadzirala država od 1984. do 1986. Nastavila je rad kao narodna poslanica SSSR-a i članica Vrhovnog sovjeta SSSR-a.
U periodu od 1991. do 1994. vodila je Ministarstvo socijalne zaštite pod predsednikom Borisom Jeljcinom. Između 1994. i 1999. godine, Pamfilova je tri puta birana za članicu Ruske dume.
Godine 2000. bila je prva žena koja se kandidovala u ruskoj predsedničkoj predizbornoj kampanji. Međutim, suočila se sa oštrom konkurencijom lidera Jabloka Grigorija Javlinskog a njen udeo u glasovima bio je vrlo nizak.
Od 2004. godine bila je na čelu Komisije za ljudska prava u vladi Vladimira Putina.
Na zasedanju Državne dume 7. oktobra 2009. poslanik Jedinstvene Rusije Robert Šlegel predložio je da predsednik otpusti Pamfilovu iz Komisije za ljudska prava zbog zagovaranja prava Aleksandra Podrabineka. Nadzor, koji je vodila Pamfilova, nazvala je proteste „kampanjom progona ... koju su organizovali neodgovorni avanturisti iz Našija“ i rekla da aktivisti pokazuju otvorene znakove ekstremizma.